# État du pavillon

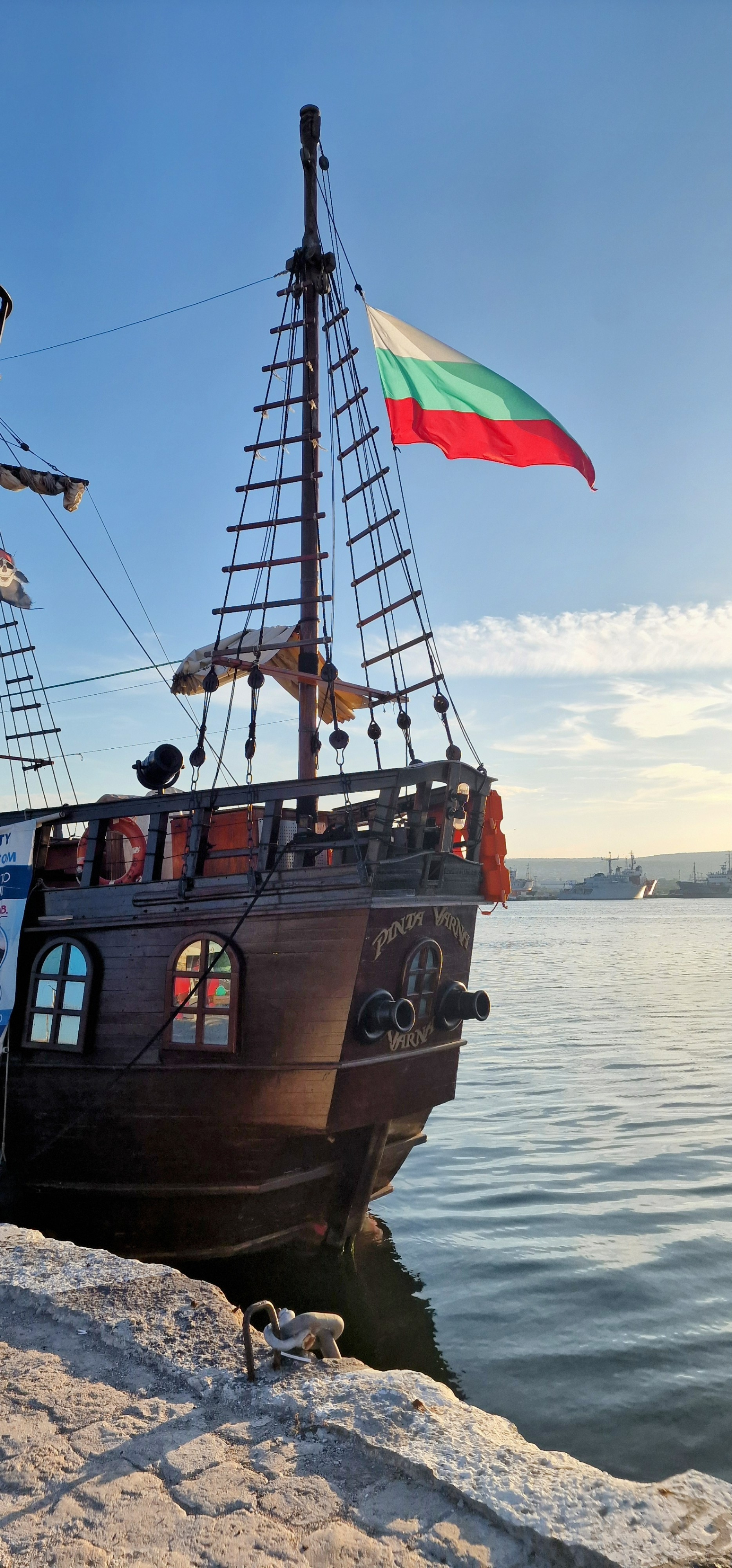
Navire battant pavillon bulgare.

« L'État du pavillon » d'un navire est l'État qui a immatriculé le navire. À ce titre, il a l'autorité et la responsabilité de faire appliquer aux navires les conventions internationales qu'il a ratifiées. Chaque « État pavillon » doit tenir un registre contenant les noms de tous les navires immatriculés.

## Liens entre l'État et le navire
Ce rattachement du navire à un État relève de trois domaines : 
- Domaine social concerne le bien-être de l'équipage ;
- Domaine administratif concerne l'enregistrement et l'immatriculation du navire ;
- Domaine technique concerne les conditions de navigabilité du navire.

C'est à l'État du pavillon d'édicter les règles et de vérifier la conformité du navire à ces mêmes règles par l'intermédiaire d'inspections régulières.

## Les inspections
L'État du pavillon doit réaliser le contrôle des navires. Les inspections sont faites avant que le navire soit immatriculé ; il sera par la suite inspecté annuellement. Les inspections sont complètes et comprennent l'examen et la vérification des documents et des procédures, un examen général de la structure du navire, des machines et des équipements, ainsi que des essais opérationnels de sauvetage et des appareils d'extinction.

## Les conditions d'attributions
C'est à l'État du pavillon de fixer les conditions nécessaires à l'attribution de sa nationalité aux navires. Les États demandent généralement un lien substantiel entre le navire et l'État. Mais certains pays sont moins exigeants que d’autres, ils permettent aux propriétaires étrangers d’immatriculer leurs navires et ainsi de profiter de la juridiction du pays.  Les armateurs choisissent ce pavillon pour son caractère peu contraignant dans les domaines social, administratif et technique. Ces pays appelés pavillon de complaisance entrainent un important déséquilibre dans la répartition nationale des pavillons. Aujourd’hui  63 % de la flotte mondiale navigue sous pavillon de complaisance.

## Immatriculation
Si les inspections montrent que le navire respecte toutes les conditions requises pour être immatriculé, il reçoit un certificat qui l'atteste et est inscrit dans le registre national. Il pourra ainsi battre le pavillon de l’État et naviguer dans les eaux internationales et nationales.